# Liriomyza kenti
Liriomyza kenti este o specie de muște din genul Liriomyza, familia Agromyzidae, descrisă de Spencer în anul 1969. Conform Catalogue of Life specia Liriomyza kenti nu are subspecii cunoscute.